# Perisphaeria guillarmodi
Perisphaeria guillarmodi är en kackerlacksart som beskrevs av Karlis Princis 1963. Perisphaeria guillarmodi ingår i släktet Perisphaeria och familjen jättekackerlackor.
Artens utbredningsområde är Lesotho. Inga underarter finns listade i Catalogue of Life.